# 黑金丑島君
《黑金丑島君》（日语：闇金ウシジマくん）是日本漫畫家真鍋昌平的漫畫作品。從2004年於Big Comic Spirits不定期連載。香港由文化傳信出版。2011年以一般向作品在第56届小学馆漫画赏获奖。作品以其灰暗的世界观，以及优秀的人物刻画，成为小众漫画中颇受好评的一部作品。

## 情節
本部為敘述地下社會的高利貸劇情，每一個借貸的客戶都為獨立的故事。

## 登場人物

### COWCOW金融公司
丑嶋馨
本作的主角，23歲，擔任COWCOW金融公司社長，身高185cm。雖然主張著社會就是「弱肉強食」、「不是掠奪別人就是被他人掠奪」，但實際上卻意外的隱藏著有點善良的個性。興趣是飼養兔子，目前已飼養了16隻兔子。
柄崎貴明
社長學生時代的同學，雖然外表長得較為老成，但實際上與社長同年齡。非常尊敬丑嶋，十分受丑嶋的信賴。
加納
小百合
高田
加賀勝

### 各篇登場人物

#### 「奴隸」篇
加山重子

#### 「年輕女子」篇
村田久美子
上原由美子
高志

#### 「打工」篇
池田信彥

#### 「黑金狩獵」篇
森下拓

#### 「洋基」篇
愛澤浩司
滑皮秀信
熊倉義道
鳩山大成
吉田

#### 「藝」篇
森下高志
小優
珊曼莎

## 関連項目
- 五菱会事件

## 外部連結
- 小學館漫畫「吸血大耳窿」